# Eduardo Malásquez
Eduardo Hugo Malásquez Maldonado (Lima, 13 de octubre de 1957) es un exfutbolista peruano. Se desempeñaba en la posición de centrocampista.

## Trayectoria
Desde muy niño demostró sus dotes en las calles del distrito de Surquillo. Vistiendo la camiseta del Deportivo Municipal, logró debutar en primera división. Pudo alternar al lado de Hugo Sotil y Germán Leguía. En 1981, Municipal fue campeón del Torneo Regional y subcampeón del Torneo Metropolitano clasificando a la Copa Libertadores, jugando al lado de Franco Navarro.
En la década de los ochenta, emigró al extranjero para jugar por el Independiente Medellín (donde encontró a sus compatriotas Jorge Olaechea y el ya mencionado Franco Navarro). Con 7 goles marcados en 83 partidos, Malásquez entra en la historia de este club el 14 de noviembre de 1984 al marcar un gol de antología ante Unión Magdalena, gol apodado por la prensa colombiana con el nombre de la Malasqueña en homenaje al nombre del jugador. En 1987 jugó por Universitario de Deportes, equipo con el que campeonó. Posteriormente vistió la camiseta del Atlas de Guadalajara, equipo en el que se retiró en 1991. 
Fue director técnico del Estudiantes de Medicina, de Ica, entre 1999 y 2001.
Luego en 2003 en el banquillo de Alianza Atlético, donde dirige solo dos partidos, sustituido por Teddy Cardama.
Actualmente trabaja como consultor deportivo para el canal deportivo peruano Golperu.

## Selección nacional
Fue convocado a la selección juvenil dirigida por José Chiarella que disputó el Campeonato Sudamericano Sub-20 de 1979 de Uruguay. Por haber excedido la edad para participar del evento, hubo una denuncia en su contra que derivó en su detención en el Perú, lo que produjo una serie de protestas de los jugadores profesionales peruanos que disputaban el Descentralizado 1979 exigiendo su liberación.
Fue internacional con la selección de fútbol del Perú en treinta y cuatro ocasiones y marcó tres goles. Debutó el 30 de agosto de 1979 en un encuentro amistoso ante la selección de Uruguay que finalizó con marcador de 2-0 a favor de los peruanos.
Estuvo en el grupo de seleccionados durante la Copa del Mundo de 1982 (sin jugar un partido durante esta competencia). Sin embargo, disputó un partido contra Venezuela en las clasificatorias para el Mundial de 1986.
También participó en dos ediciones de la Copa América: en 1983 (semifinalista) y 1987 (fase de grupos).

### Participaciones en Copas del Mundo
| Mundial              | Sede   | Resultado    |
| -------------------- | ------ | ------------ |
| Copa Mundial de 1982 | España | Primera fase |

### Participaciones en Copas América
| Copa América           | Sede                   | Resultado              | PJ | Goles | Prom. |
| ---------------------- | ---------------------- | ---------------------- | -- | ----- | ----- |
| Copa América 1983      | Sin sede fija          | Tercer puesto          | 6  | 3     | 0.50  |
| Copa América 1987      | Argentina              | Primera fase           | 2  | 0     | 0.00  |
| Total en Copas América | Total en Copas América | Total en Copas América | 8  | 3     | 0.25  |

## Clubes
| Club                      | País     | Año       |
| ------------------------- | -------- | --------- |
| Deportivo Municipal       | Perú     | 1976-1981 |
| Independiente Medellín    | Colombia | 1982-1984 |
| Deportivo Municipal       | Perú     | 1985      |
| Independiente Medellín    | Colombia | 1986      |
| Universitario de Deportes | Perú     | 1987      |
| Atlas                     | México   | 1988-1991 |

## Comentarista deportivo

### Programas de televisión
| Año       | Programa                               | Rol          | Canal    |
| --------- | -------------------------------------- | ------------ | -------- |
| 2010      | Copa Mundial de la FIFA Sudáfrica 2010 | Comentarista | ATV      |
| 2010      | Lo Mejor del Mundial 2010              | Panelista    | ATV      |
| 2014      | El Show del Fútbol                     | Panelista    | GolTV    |
| 2017-2019 | GolPerú                                | Comentarista | Gol Perú |
| 2020-2022 | Zona Fútbol                            | Comentarista | Gol Perú |
| 2023      | La Tribuna                             | Comentarista | Gol Perú |
| 2023      | El Clásico                             | Comentarista | Gol Perú |

## Palmarés

### Campeonatos nacionales
| Título           | Club                      | País | Año  |
| ---------------- | ------------------------- | ---- | ---- |
| Primera división | Universitario de Deportes | Perú | 1987 |